# Slate (police de caractères)
Pour les articles homonymes, voir Slate.
Slate est une police de caractères linéale créée en 2006 par Rod McDonald pour Monotype. Elle est dessinée pour une grande lisibilité à l’écran et sur papier, basée sur des travaux de recherche de McDonald et de l’Institut national canadien pour les aveugles. La police Slate Pro (avec des caractères latins, grecs, cyrilliques et de l’alphabet phonétique international) est utilisée pour l’interface du système d’exploitation BlackBerry 10.

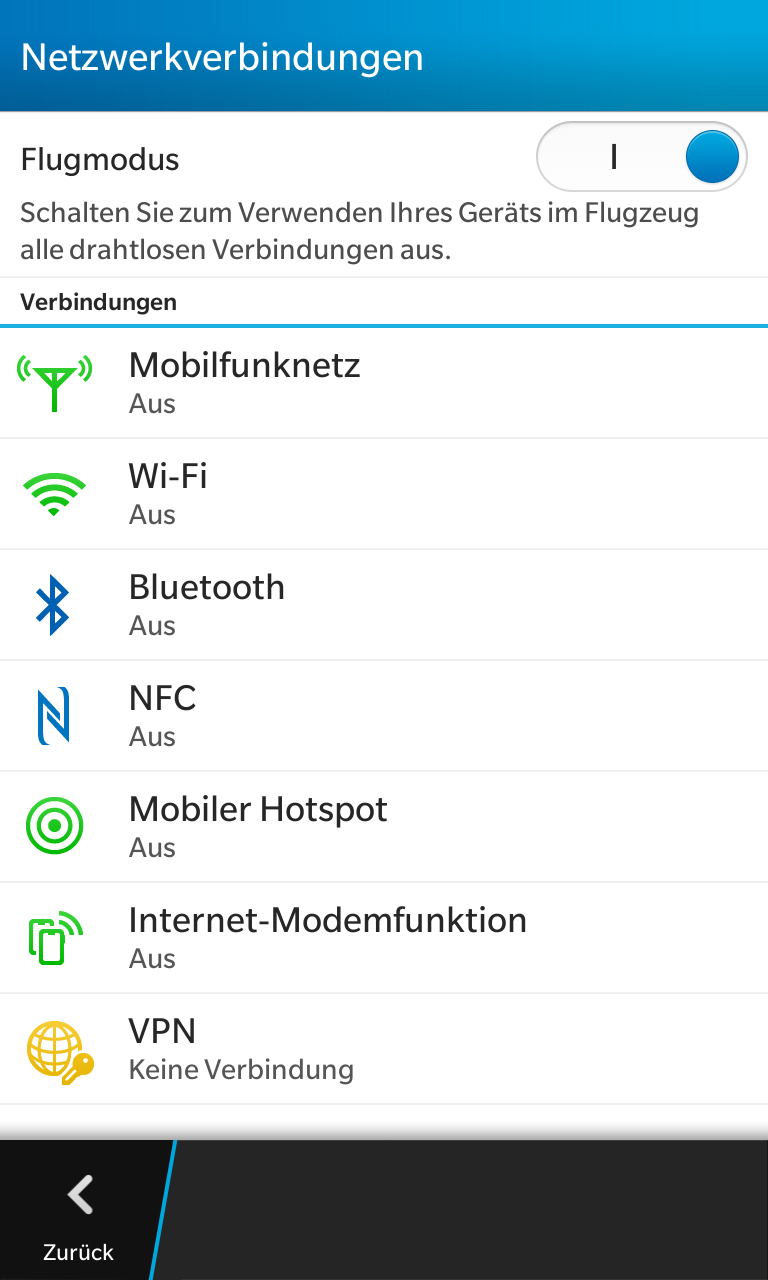
Capture d’écran de BlackBerry 10 montrant Slate Pro.